# Marçan (Aude)
Marsan (en francès Marsa) és un municipi francès situat al departament de l'Aude i a la regió d'Occitània.

## Demografia
| 1962                                       | 1968 | 1975 | 1982 | 1990 | 1999 | 2006 |
| ------------------------------------------ | ---- | ---- | ---- | ---- | ---- | ---- |
| 33                                         | 55   | 61   | 50   | 45   | 26   | 28   |
| Des de 1962: població sense dobles comptes |      |      |      |      |      |      |

## Administració
| Període   | Identitat        | Partit |
| --------- | ---------------- | ------ |
| 2001-2006 | André Raynaud    |        |
| 2006-2008 | François Laporte |        |
| 2008-     | Denis Brunel     |        |